# 平佐就之
平佐就之（日语：／ Hirasa Nariyuki，1531年—1612年6月28日、享祿四年—慶長十七年五月廿九日），日本戰國時代至江戶時代初期武將，毛利氏家臣，出仕於毛利元就麾下，為其側近重臣。
就之出身於毛利氏庶流—平佐氏，世居安藝國高田郡平佐鄉。父為平佐元賢，祖上為毛利元春四子中馬忠廣之次子中馬廣貞，因領有平佐鄉，遂改姓「平佐」:277。

## 生平

### 仕於毛利元就，躋身年寄眾
就之生於享祿四年（1531年），為毛利氏家臣平佐元賢之子。其自年輕時期即仕於毛利元就，擔任御手廻役，負責傳達毛利家臣對元就之奏請，並多次擔任使者往返，活躍於政務、內外聯絡之間:277。其忠勤與才幹深受元就倚重，遂列名於年寄眾之列，成為毛利政權中樞的重要側近重臣之一。

### 軍功初顯與嚴島參戰
天文九年（1540年）十月，就之參與吉田郡山城之戰中青山土取場之局地戰，與赤川元保、長屋元忠、児玉元良、兒玉就方、岡元良、井上元光、井上就綱等人擊破尼子方名將三澤為幸，初露軍事才幹（青山土取場之戰）:103。
天文二十四年（1555年），就之作為元就側近隨軍參加嚴島之戰 :213，為毛利氏對抗陶氏取得決定性勝利戰爭的重要見證者。

### 家族關係與粟屋家的繼承
天文二十一年（1552年）七月二十三日，粟屋元国四子粟屋就俊於備後高杉城戰死，年僅24歲。其遺孀當時已懷有遺腹子，毛利元就為保全粟屋家之家系血脈，遂促成其改嫁於就之 :278。後該遺腹子誕生，元就便命其繼承父名，並承襲粟屋家的家督，取名粟屋就貞 :278。
天正元年（1573年）八月，就貞不幸於紀伊熊野山音無川不幸溺水身亡。為延續粟屋家血脈，就之遂將就貞之幼子—元貞 ，收為養子，撫育成人，承襲家系:278。

### 政務重任與軍事活動
弘治三年（1557年）十一月，毛利元就頒布《三子教訓狀》訓示毛利隆元、吉川元春、小早川隆景 。翌日三子回書，其信件由就之收執，可見其在毛利政務體系中的樞紐地位:291。
永祿四年（1561年）三月二十七日至閏三月六日，就之隨侍元就與隆元一行造訪小早川隆景的居城—新高山城。
永祿六年（1563年），就之隨軍參與出雲國白鹿城攻城戰。於十月十三日，與櫻井就綱等人共同攻佔白鹿城的支城小高丸，立下顯著戰功:434-435。同年十月十八日，獲元就賜予感狀以示嘉勉:277。此外，就之的父親平佐元賢亦於同年逝世。
永祿十一年（1568年）五月，就之奉毛利元就之命，與長井元為一同出使，前往伊予出兵歸軍途中的吉川元春與小早川隆景處，傳達誅殺和智誠春與柚谷元家兄弟之密令。然吉川、隆景認為，倘若於凱旋途中當場處決尚在隨軍中的二人，恐將引發諸將動搖，並對即將展開的北九州攻勢—即立花城之戰造成不利影響，遂上表元就，請求暫緩執行。最終，誠春與元家被押解至嚴島，幽禁於攝受坊 :486。

### 晚年與封地
天正四年（1576年）二月九日，就之獲毛利輝元頒布安堵狀，確認其於安藝國所領，包括：高田郡多治比、山縣郡壬生、沼田郡伴、佐東郡上安，以及周防國都濃郡小畑等地的領地:277。
然而，至天正十九年（1591年），隨著毛利氏於天正末年實施全國性檢地（惣國檢地），原先領地遭到調整。就之最終於同年十一月十五日，依據穗井田元清、福原広俊、渡邊長、林就長、佐世元嘉、二宮就辰、内藤元栄、安國寺惠瓊等8名重臣的連署打渡状，獲賜封於備後國芦品郡府中木梨領內，石高二百石:277。
慶長十七年（1612年）五月二十九日，平佐就之逝世，享壽82歲:277。

## 出處
1. 1 2 3 4 5 6 7 8 9  舘鼻誠. . 』新人物往来社. 1986.
2. ↑  高田郡史 上巻（1972）P.171
3. 1 2 3  『『閥閲錄』卷59「平佐權右衛門」家譜』
4. 1 2 3 4 5  三卿伝編纂所編、渡辺世祐監修. . マツノ書店. 1984.
5. ↑  『毛利家文書』第405号
6. ↑  『毛利家文書』第407号
7. ↑  『毛利家文書』第403号
8. ↑  『閥閲録』卷59「平佐權右衛門」第1号
9. ↑  『閥閲錄』卷59「平佐權右衛門」第7号
10. ↑  『閥閲錄』卷59「平佐權右衛門」第8号